# Empire aéricain
L'Empire aéricain (Aerican Empire en anglais, parfois appelé Aerica) est une micronation fondée en mai 1987, qui ne possède pas de territoire souverain et n'est reconnue par aucun État.
Ses membres réclament la souveraineté sur un territoire discontinu : un kilomètre carré en Australie, le terrain d'une maison à Montréal (« Ambassade de tout le reste »), plusieurs autres aires sur Terre, une colonie sur Mars, l'hémisphère nord de Pluton, le Soleil et une planète imaginaire, Verden. Cependant, le traité de l'espace dispose qu'aucune nation ne peut revendiquer un corps céleste comme son propre territoire. Ce  traité n'est pas signé par l'Empire aéricain.

## Histoire
L'Empire aéricain est constitué le 8 mai 1987 par Éric Lis, un habitant de Montréal, avec quelques-uns de ses amis. Lis, qui a inventé l'Empire lorsqu'il était enfant, obtient un doctorat de médecine à l'université McGill et publie dans le Journal of Psychiatry and Neuroscience et Weird Tales,.
Pendant les dix premières années, l'Empire est presque totalement fictif. Il affirme sa souveraineté sur une vaste galaxie des planètes et s'engage dans des « guerres » contre d'autres micronations. Avec l'avènement d'Internet, les fondateurs découvrent d'autres micronations leur ressemblant. Ils abandonnent alors ce côté « historique » et travaillent pour devenir une entité politique. Leur site Internet apparaît en 1997.
En 2000, la micronation se fait connaître grâce à un article du New York Times qui décrit le site internet officiel comme « un des plus imaginatifs » parmi les sites des micronations. Dans les mois qui suivent, le nombre d'adhérents est de cinq cents. L'association procède régulièrement à des « éliminations de membres inactifs ». En juin 2012, l'élimination fait passer leur effectif de 505 à 185 membres.

## Statuts et activités
Le but de l'Empire est : « l'Empire existe pour faciliter l'évolution d'une société dans laquelle l'Empire lui-même n'est plus nécessaire,,. »
Il prétend être organisé comme une démocratie parlementaire, avec divers organes et bureaux élus, sous la supervision d'un empereur, actuellement le fondateur, Eric Lis,.
L'Empire émet sa première pièce de monnaie en novembre 2009 et une seconde en 2012 pour célébrer les 25 ans de se création. Il n'imprime pas de passeports, mais propose un passeport téléchargeable et une carte d'identité. Le premier passeport délivré le fut en 2007 lors d'une exposition au Palais de Tokyo à Paris consacrée aux micronations.
Les activités du groupe sont souvent humoristiques et se réfèrent souvent à des œuvres de science-fiction comme Star Wars ou Le Guide du voyageur galactique. Chaque année, il organise des jours consacrés aux jeux de rôle, aux jeux de guerre, à l'écriture d'histoires, parfois en collaboration avec des universités du monde entier spécialement le 29 décembre depuis 2003. Il existe aussi des « jours » dédiés comme le "Oops Day" le 27 février,. Il développe également une « religion » appelée Silinisme, le culte du Grand Manchot (en anglais : Great Penguin) ; initialement conçue comme une blague, trente adeptes revendiquent cette croyance à travers le monde.
En dehors d'Internet, les membres de l'Empire se retrouvent par pays dans des réunions hebdomadaires à Montréal, Springvale ou New York. Une convention a lieu en juillet 2007 pour les vingt ans de la création de l'Empire aéricain.